# Концерт для скрипки с оркестром (Мендельсон)
Концерт для скрипки с оркестром ми минор, соч. 64 — произведение Феликса Мендельсона для скрипки с оркестром в трёх частях, впервые исполненное в 1845 году. Является одним из наиболее популярных концертов в скрипичном репертуаре.
Концерт написан для солирующей скрипки с оркестром, состоящим из 2 флейт, 2 гобоев, 2 кларнетов, 2 фаготов, 2 валторн, 2 труб, литавр и струнных.
Концерт состоит из трех частей:
- Allegro molto appassionato (ми минор)
- Andante (до мажор)
- Allegretto non troppo — Allegro molto vivace (ми мажор)

## Памятник

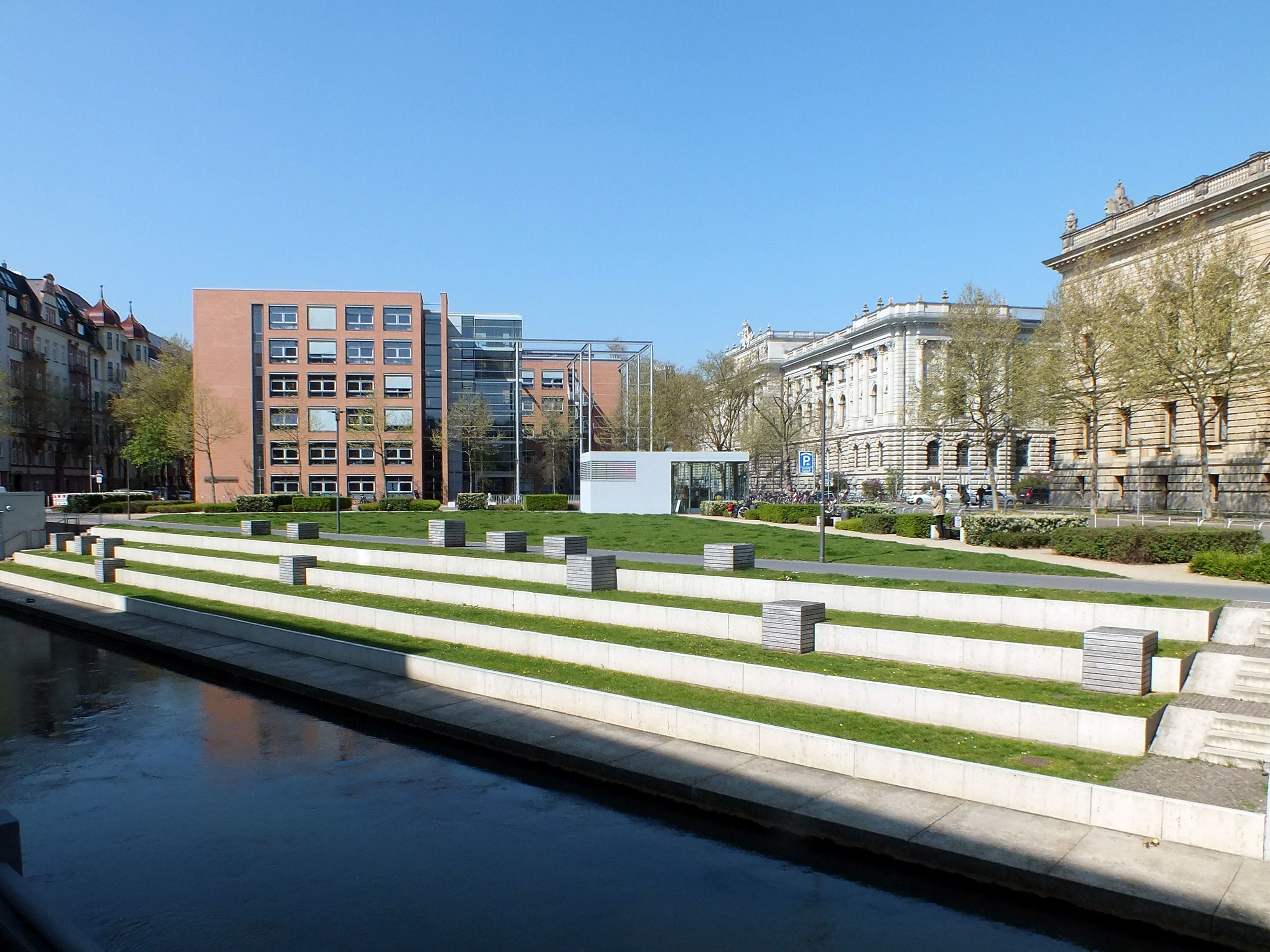
Набережная Мендельсона в Лейпциге

В 2007 году реконструированный участок набережной канала в Лейпциге недалеко от того места, где когда-то находился второй Гевандхаус, получил название набережной Мендельсона. Террасы набережной (в качестве нотных линеек) и расположенные на них деревянные сиденья (в качестве нот) образуют начало нотной записи первой части скрипичного концерта Мендельсона.